# Colossus van Constantijn
De Colossus van Constantijn was een groot standbeeld van Constantijn de Grote in het oude Rome.
Het standbeeld was een zogenaamde akroliet. Dit is een beeld waarbij het lichaam van met brons verguld hout is gemaakt, met een bakstenen kern. De ledematen en het hoofd zijn van marmer. Het beeld van Constantijn stond in de westelijke apsis van de Basilica Nova, die door Constantijn rond 315 werd voltooid. Het standbeeld beeldde Constantijn gezeten op zijn troon uit.
In de middeleeuwen werd het beeld afgebroken, mogelijk om het brons te kunnen verwijderen. In 1487 werden de marmeren restanten van het beeld opgegraven. De bewaard gebleven delen zijn het hoofd, de rechterarm, de rechterknie, twee rechterhanden, de rechtervoet, het linkeronderbeen, de linkerknie en de linkervoet. De twee rechterhanden zijn vrijwel identiek. Mogelijk had het beeld oorspronkelijk een scepter in zijn rechterhand en is deze in latere jaren vervangen door een nieuwe hand met christelijk symbool. Al deze fragmenten worden tentoongesteld op een binnenplaats van het Palazzo dei Conservatori van de Capitolijnse Musea.
Het hoofd is 2,5 meter hoog en de voeten zijn 2 meter lang. Uit deze afmetingen kan worden geconcludeerd dat het gezeten standbeeld zo'n 12 meter hoog moet zijn geweest.

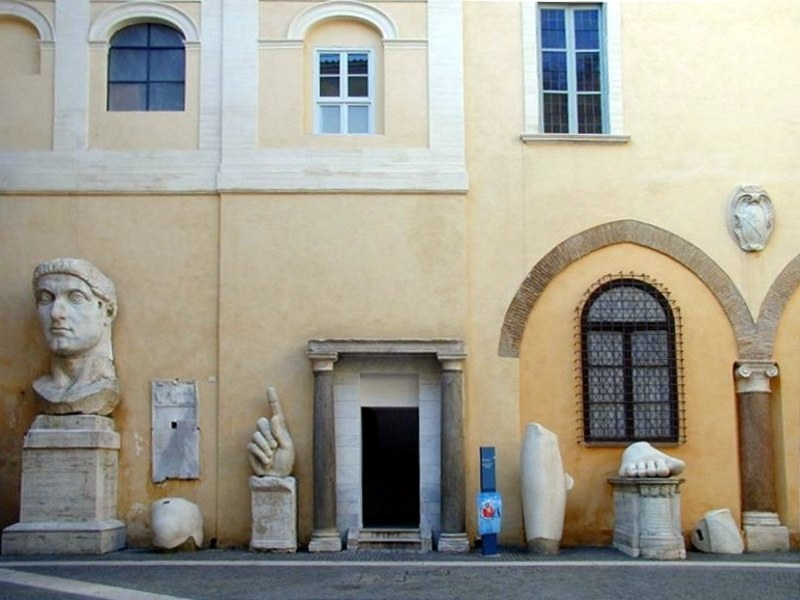
De fragmenten van de colossus

## Referentie
- Dit artikel of een eerdere versie ervan is een (gedeeltelijke) vertaling van het artikel Colossus of Constantine op de Engelstalige Wikipedia, dat onder de licentie Creative Commons Naamsvermelding/Gelijk delen valt. Zie de bewerkingsgeschiedenis aldaar.